# Dan Mongrain
Dan Mongrain (Trois-Rivières, Québec, 1976. július 4. –) kanadai gitáros, aki társalapítója és tagja a Quebec-i Martyr zenekarnak. A zenekarban dalokat komponál, énekel, gitározik. E mellett a kanadai progresszív/thrash metal együttes a Voivod gitárosa is.
Korábban megfordult a Cryptopsy, a Gorguts, az Alcoholica és a Capharnaum soraiban is, mint vendég és turnégitáros. Amellett, hogy elsősorban metalzenész, gitározott már olyan kanadai művészek oldalán is, mint Dan Bigras, vagy Bruno Pelletier. Dan Mongrain jazz és pop gitározást tanít a Cégep régional de Lanaudière-ban.

## Felszerelés
Gitárok
- Hagström Gitár
- Jackson Gitár
- Liberatore Gitár
- A Guerilla cég jóvoltából Daniel modellek is készülnek.

Erősítők
- Orange Amplification
- Marshall Amplification|Marshall jcm-800
- Mesa/Boogie Dual Rectifier/Mark III

## Diszkográfia
Voivod
- Warriors of Ice (2011) koncertalbum

Martyr
- Feeding The Abscess (2006)
- Extracting The Core (2001)
- Warp Zone (2000)
- Hopeless Hopes (1997) re-release
- Ostrogoth (1995)
- Havoc in Quebec City (2008) DVD

Gorguts
- From Wisdom to Hate (2001)

Capharnaum
- Fractured (2004)